# Azzardo mortale
Azzardo mortale (Du shen xu ji) è un film del 1994 diretto da Wong Jing. Nel mercato statunitense è uscito con il titolo God of Gamblers Returns.

## Trama
Ko Chun giura di tenere nascosta la sua identità mentre cerca i gangster che hanno ucciso la moglie incinta di poche settimane.

## Serie
Azzardo mortale segue tre film variamente collegati:
- God of Gamblers (1989)
- God of Gamblers II (1991)
- God of Gamblers III: Back To Shanghai (1991)

e precede
- God of Gamblers 3: The Early Stage (1996)

che è un prequel del film che ha originato la serie.